# Reprezentacja Irlandii w futsalu mężczyzn
Reprezentacja Irlandii w futsalu – zespół futsalowy, biorący udział w imieniu Irlandii w meczach i sportowych imprezach międzynarodowych, powoływany przez selekcjonera, w którym mogą występować wyłącznie zawodnicy posiadający obywatelstwo irlandzkie. Za jego funkcjonowanie odpowiedzialny jest Football Association of Ireland. Reprezentacja Irlandii powstała w 1983 r. i istniała do 2001 r. Została reaktywowana w 2008 r. Po raz pierwszy udział w kwalifikacjach do Mistrzostw Europy wzięła w 2010 r.

## Udział w mistrzostwach Europy
- 2010 – Nie zakwalifikowała się
- 2012 – Nie zakwalifikowała się